# Clymène (Océanide)
Pour les articles homonymes, voir Clymène.
 (septembre 2009).
Si vous disposez d'ouvrages ou d'articles de référence ou si vous connaissez des sites web de qualité traitant du thème abordé ici, merci de compléter l'article en donnant les références utiles à sa vérifiabilité et en les liant à la section « Notes et références ».
Dans la mythologie grecque, Clymène est une Océanide, fille d'Océan et de Téthys. Elle apparaît dans de nombreux récits contradictoires, qui la font :
1. Épouse du Titan Japet (à la place de Asia), de qui elle aurait eu Prométhée, Épiméthée, Atlas[1], ainsi qu'Hespéros et Ménétios selon les sources ;
2. Épouse de Prométhée (à la place de Pronoia) et mère de Deucalion[2] ;
3. Mère de Phaéton et des Héliades, conçus avec Hélios (le Soleil)[3] ;
4. Mère de Mnémosyne par Zeus d'après Hygin[1].

« À Clymène » est un poème de Paul Verlaine dans le recueil Les Fêtes galantes.